# Taysir Batniji
 (juin 2023).
La mise en forme du texte ne suit pas les recommandations de Wikipédia : il faut le « wikifier ».
Les points d'amélioration suivants sont les cas les plus fréquents :
- Les titres sont pré-formatés par le logiciel. Ils ne sont ni en capitales, ni en gras.
- Le texte ne doit pas être écrit en capitales (les noms de famille non plus), ni en gras, ni en italique, ni en « petit »…
- Le gras n'est utilisé que pour surligner le titre de l'article dans l'introduction, une seule fois.
- L'italique est rarement utilisé : mots en langue étrangère, titres d'œuvres, noms de bateaux, etc.
- Les citations ne sont pas en italique mais en corps de texte normal. Elles sont entourées par des guillemets français : « et ».
- Les listes à puces sont à éviter, des paragraphes rédigés étant largement préférés. Les tableaux sont à réserver à la présentation de données structurées (résultats, etc.).
- Les appels de note de bas de page (petits chiffres en exposant, introduits par l'outil «  Source ») sont à placer entre la fin de phrase et le point final[comme ça].
- Les liens internes (vers d'autres articles de Wikipédia) sont à choisir avec parcimonie. Créez des liens vers des articles approfondissant le sujet. Les termes génériques sans rapport avec le sujet sont à éviter, ainsi que les répétitions de liens vers un même terme.
- Les liens externes sont à placer uniquement dans une section « Liens externes », à la fin de l'article. Ces liens sont à choisir avec parcimonie suivant les règles définies. Si un lien sert de source à l'article, son insertion dans le texte est à faire par les notes de bas de page.
- La présentation des références doit suivre les conventions bibliographiques. Il est recommandé d'utiliser les modèles {{Ouvrage}}, {{Chapitre}}, {{Article}}, {{Lien web}} et/ou {{Bibliographie}}. Le mode d'édition visuel peut mettre en forme automatiquement les références.
- Insérer une infobox (cadre d'informations à droite) n'est pas obligatoire pour parachever la mise en page.

Pour une aide détaillée, merci de consulter Aide:Wikification.
Si vous pensez que ces points ont été résolus, vous pouvez retirer ce bandeau et améliorer la mise en forme d'un autre article.
Taysir Batniji, né à Gaza en 1966, est un artiste français d'origine palestinienne.

## Biographie
Taysir Batniji est né à Gaza en 1966, quelques mois avant la guerre des Six-Jours. Il y est resté jusque dans les années 1990. Il a étudié à l'école des Beaux-Arts de Naplouse, en Cisjordanie. Il est allé à Naples en 1993 puis à l'école de Bourges en 1994, avant de s'installer à Paris. Il obtient la nationalité française en 2012. Il est représenté par les galeries Éric Dupont (Paris) et Sfeir-Semler (Beyrouth & Hambourg).
Peintre au départ, Taysir Batniji a diversifié son art en pratiquant l'installation, la vidéo et la sculpture.
Une quarantaine de ses œuvres réalisées de 1997 à 2021 sont exposées en 2022 au MAC/VAL de Vitry-sur-Seine.
En 2023, il présente à la galerie Le Bleu du Ciel (Lyon) son exposition photo Home Away From Home où il retrace l’histoire de ses cousins palestiniens immigrés aux États-Unis.
Il a vécu en immersion totale chez Khadra, Sobhi, Samir et Kamal en Californie, puis chez Ahmed en Floride, et les a photographiés dans leur quotidien.

## Expositions personnelles
- Quadrillage et bifurcations, Pavillon Carré de Baudouin, Paris, du 01 juin au 21 octobre 2023[6],[7]
- Home away from home, Le Bleu du Ciel, Lyon, du 16 décembre 2022 au 4 mars 2023[8]
- Quelques bribes arrachées au vide qui se creuse, Macval, Vitry-sur-Seine, du 19 mai 2021 au 9 janvier 2022[9]
- Le monde n'est pas arrivé, Galerie Éric Dupont, Paris, du  décembre 2011 au 21 janvier 2012[10]

## Conférences
À partir de juin 2023, il participe à l'exposition Ce que la Palestine apporte au monde à l'Institut du monde arabe.
Le 10 juin, il participe à une table ronde sur le thème Ce que l'art peut en Palestine avec Majd Abdel Hamid, artiste visuel, May Murad, artiste peintre, et Marion Slitine, anthropologue et chercheuse